# Johan Wilhelm Wångberg
Johan Wilhelm Wångberg (Wongberg), född 1750, död 10 maj 1812 på Svartsjö kungsgård, Sånga socken, Stockholms län, var en svensk hovmålare.
Wångberg var från 1790 gift med Elsa Christina Schulin. Bland hans offentliga arbeten märks marmoreringsmålningar i Hedvig Eleonora kyrka i Stockholm som han utförde 1792. Han omnämns i Fredrik Boyes Målare-lexikon där han efter sina studier för Erik Hallblad blev en mycket skicklig restauratör av äldre konst. Wångberg är representerad vid Nationalmuseum.